# Montego Glover
Montego Glover est une actrice américaine née le 9 février 1974 à Macon en Géorgie.

## Biographie
Glover est né à Macon, Géorgie et a grandi à Chattanooga, Tennessee. Elle a fréquenté la Chattanooga School for the Arts & Sciences, puis la Florida State University, Tallahassee, en Floride, où elle a obtenu un baccalauréat en beaux-arts en théâtre musical avec distinction.
Elle a joué à Broadway dans la comédie musicale Memphis pour le rôle de Felicia. Glover a reçu une nomination pour le Tony Award de la meilleure performance par une actrice principale dans une comédie musicale pour sa performance. De plus, elle a remporté le Drama Desk Award pour la meilleure actrice dans une comédie musicale (à égalité avec Catherine Zeta-Jones). Montego apparaît dans le tournage en direct de la comédie musicale, Memphis: Direct from Broadway.
Ses débuts à Broadway étaient comme doublure pour Celie et Nettie dans la comédie musicale The Color Purple.
Elle a travaillé à Walt Disney World à Orlando, en Floride à la fin des années 1990. Sa voix figure sur la bande originale officielle du Festival of the Lion King.
Elle a également joué le rôle principal dans l'émission USA Network, FBI : Duo très spécial dans l'épisode "Judgment Day".

## Filmographie

### Scène
- 2001 : Dreamgirls - Concert spécial, 24 septembre 2001
- 2005 : Aida
- 2007 : The Color Purple
- 2009 : Memphis : "Felicia"
- 2015 : It Shoulda Been You
- 2015 : Les Misérables
- 2017-2019 : Hamilton : Angelica Schuyler

### Cinéma
- 2011 : Memphis: Direct from Broadway : Felicia Farrell
- 2014 : The Ryan Initiative : l'agent de la CIA
- 2015 : Alone : l'enseignante

### Télévision
- 2008 : New York, police judiciaire : Sharon (1 épisode)
- 2009 : Go Diego ! : une girafe (1 épisode)
- 2010 : Late Night with Jimmy Fallon : Felicia Farrell (1 épisode)
- 2010 : The Good Wife : Jeanine Derbeken (1 épisode)
- 2011 : Dora l'exploratrice : le train (1 épisode)
- 2012 : Great Performances : Felicia Farrell (1 épisode)
- 2012 : FBI : Duo très spécial : l'agent DC
- 2012 : NYC 22 : Olivia Updike (1 épisode)
- 2012 : Made in Jersey : Raquel (1 épisode)
- 2013 : Golden Boy : Brandy Olsen (1 épisode)
- 2013 : Smash : Marissa (5 épisodes)
- 2013 : Hostages : Lena (3 épisodes)
- 2014 : Following : Agent Lawrence (5 épisodes)
- 2014 : Black Box : Phoebe Schwartz (1 épisode)